# Hofje De Zeven Keurvorsten
Het Hofje van De Zeven Keurvorsten is een hofje in de Tuinstraat in de Amsterdamse wijk de Jordaan. Het is gesticht in de 17e eeuw, vermoedelijk rond 1645, door buskruitmaker Cornelis Martensz. Pronck. Hij kocht in 1641 een perceel grond tegenover de stadstimmertuin waarop het hofje werd gebouwd. Eerst bouwde men zeven huisjes langs de Tuinstraat, die bedoeld waren voor armlastige, oudere rooms-katholieke dames van onbesproken gedrag, zo valt te lezen in het eerste reglement. In 1724 werden hierachter nog eens zeven huisjes bijgebouwd, waardoor er een binnenhofje ontstond.
In 1778 werd in een ruimte boven de poort een bedeplaats ingericht. In 1853 kochten de regenten een buurperceel voor een kapel die aan St. Barbara werd gewijd. Deze kapel werd in 1862 in gebruik genomen, totdat deze na de Tweede Wereldoorlog in onbruik raakte. De kunstwerken die daar hingen, werden verkocht of in bruikleen gegeven terwijl de kapel zelf verhuurd werd.
De geschiedenis van het hofje is op het hofje te lezen op een chronogram.

## Indeling

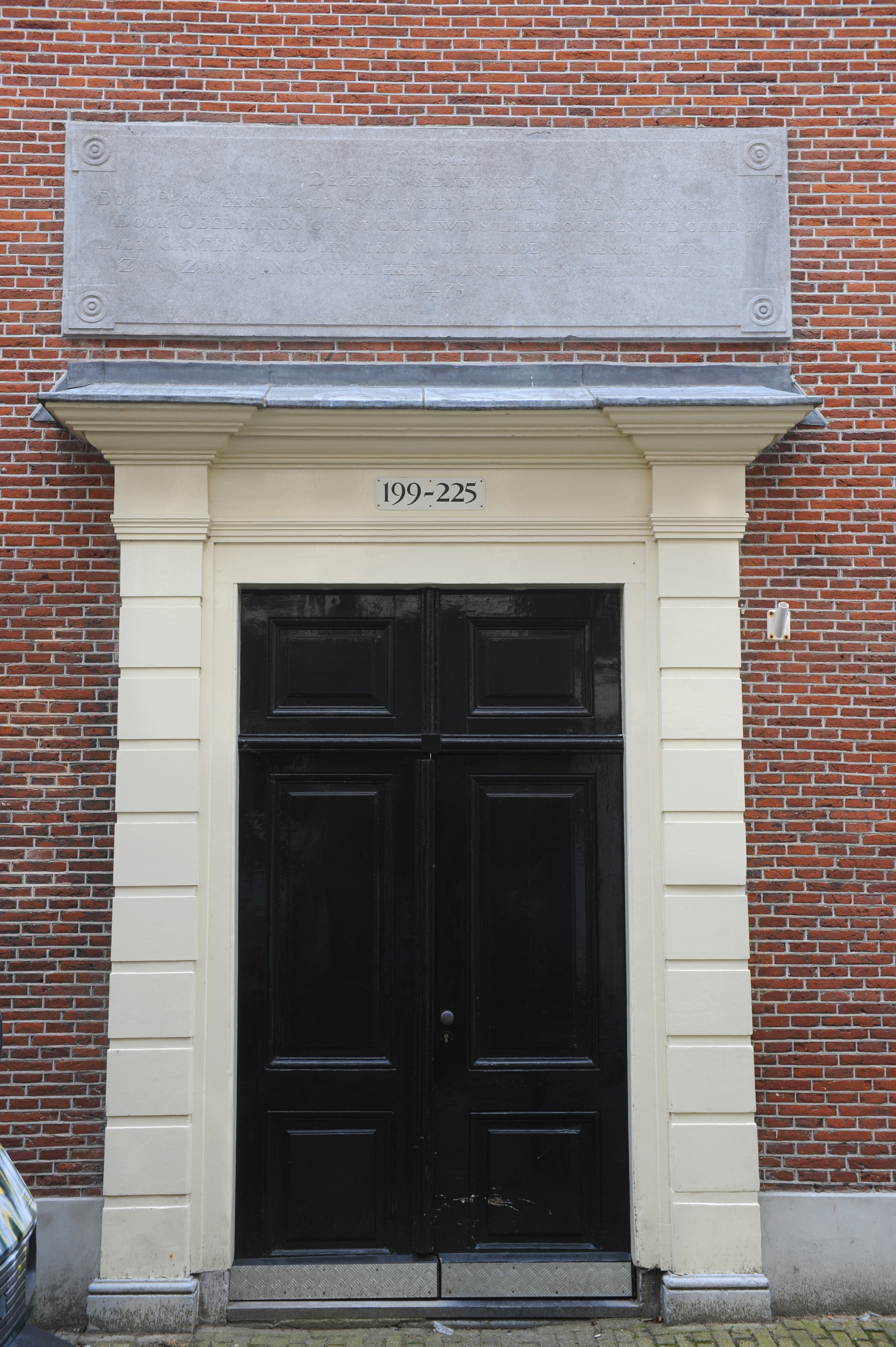
Poort Hofje De Zeven Keurvorsten aan de Tuinstraat met erboven het chronogram

De entree is als die van een klassiek hofje. Het hofje is ommuurd en alleen toegankelijk via één ingang aan de Tuinstraat die in vroegere tijden 's avonds werd afgesloten. Op die manier kon niemand ongemerkt binnenkomen. De plattegrond ervan komt overeen met de plattegrond van traditionele Nederlandse hofjes, wat betekent dat de woningen een binnenterrein omsluiten waar vroeger de bleekweide en moestuin waren.

## Naam
In een kasboek uit 1739 wordt voor het eerst gesproken over het ‘Pronckenhofje genaamd de Zeven Keurvorsten.’ De herkomst van de naam De Zeven Keurvorsten is onduidelijk. Mogelijk ligt de oorsprong hiervan in een wat cynische benaming door omwonenden, die weinig moesten hebben van de rooms-katholieke kerk en de katholieke bewoners van het hofje. Aanvankelijk stonden er slechts zeven huisjes, misschien was elk huisje vernoemd naar een keurvorst. De keurvorsten waren van 1198 tot 1806 verantwoordelijk voor het verkiezen van een nieuwe koning van Duitsland, resp. keizer van het Heilige Roomse Rijk. Het selecte college van keurvorsten bestond sinds 1257 uit de aartsbisschoppen van Mainz, Trier en Keulen, en vier wereldlijke keurvorsten: de Paltsgraaf aan de Rijn, de Koning van Bohemen, de Hertog van Saksen en de Markgraaf van Brandenburg.
Na de bouw van de zeven nieuwe huisjes in 1724 was het de bedoeling dat het ontstane hofje daarna het Alidaeshofje zou gaan heten. Die naam is nog te zien op een gevelsteen in de voorgevel van de nieuwste woningen. Die naam is echter nooit in zwang geraakt, De Zeven Keurvorsten was reeds te zeer ingeburgerd.

## Gebruik

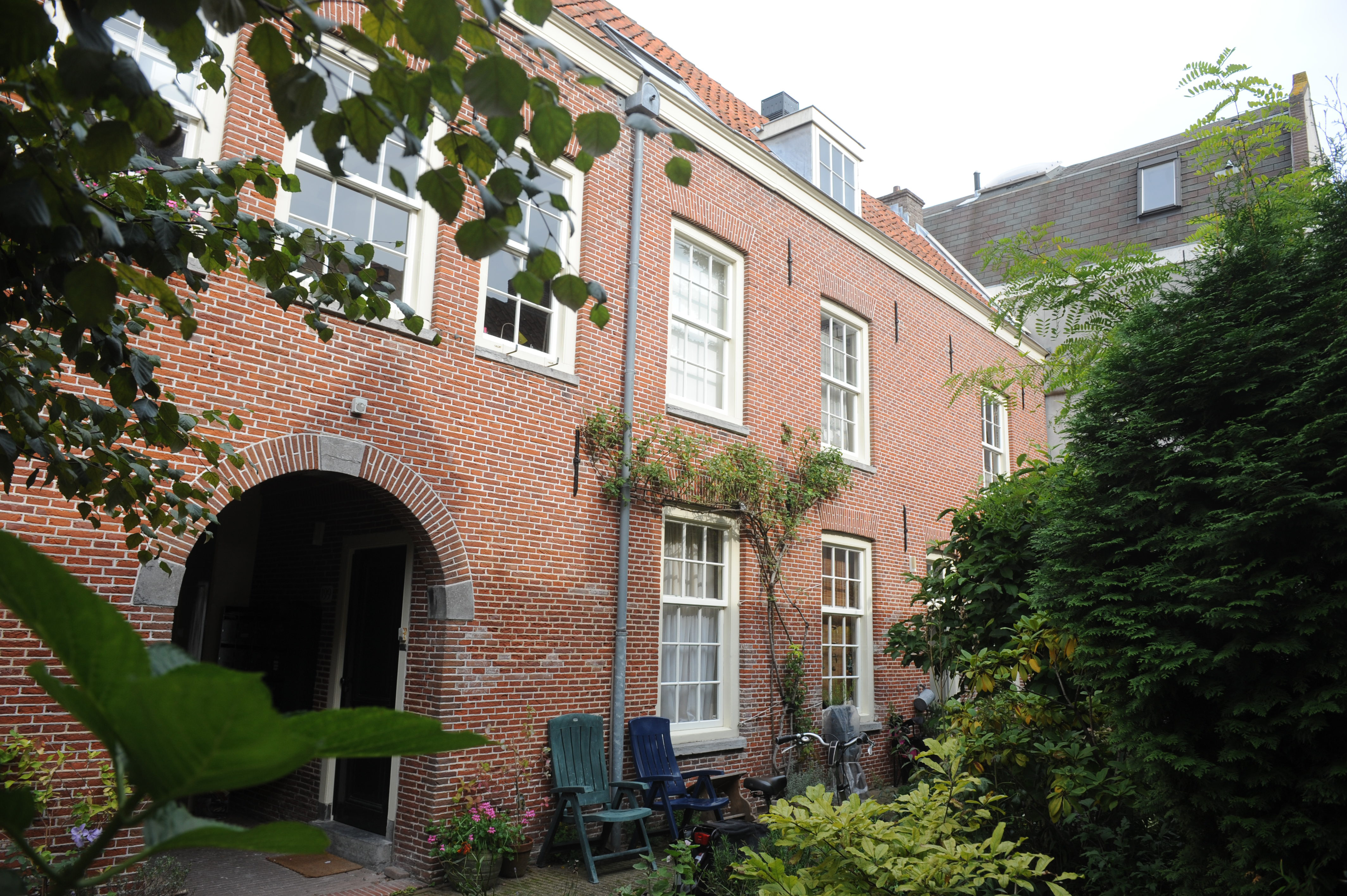
Hofje De Zeven Keurvorsten, blik op binnenhof met poort naar Tuinstraat

In 1940 zijn enkele kleine woningen samengevoegd. Aan het begin van de jaren zeventig van de 20e eeuw is het hofje grondig gerestaureerd. In 2012 is het hofje opnieuw ingrijpend gerenoveerd. Zeven woningen zijn samengevoegd tot 4 woningen, waarna er nog 12 woningen resteren. Het Hofje De Zeven Keurvorsten is eigendom van een particuliere stichting. De woningen in het hofje worden nog steeds verhuurd als sociale-huurwoningen, tegenwoordig via woningcorporatie Ymere.

## Monografie
Een monografie over het hofje is in december 2009 verschenen. Het boekje is geschreven door Marijke Bruggeman. Tegelijkertijd heeft zij het historisch archief geschikt gemaakt voor overdracht aan het Stadsarchief Amsterdam. Sinds 23 september 2010 zijn alle archiefstukken uit vorige eeuwen daar voor het publiek te raadplegen. Ter gelegenheid van de overdracht heeft stadsdichter Frank Starik een speciaal gedicht geschreven, en maakten leerlingen van de o.b.s. Theo Thijssenschool tekeningen en gedichten met dit hofje als thema. Al dit werk is opgenomen in het historisch archief.